# Artedius corallinus

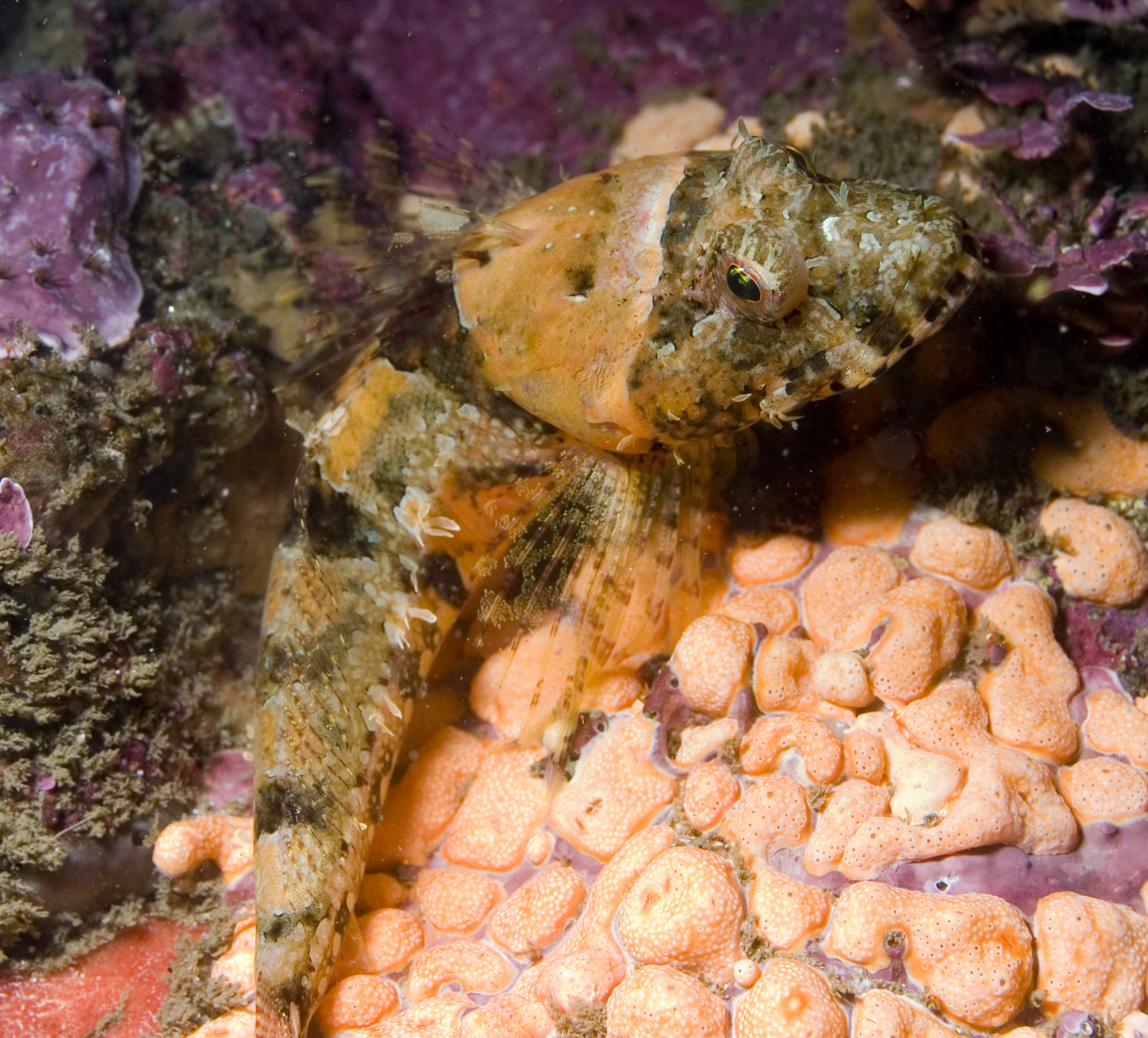
Artedius corallinus

Artedius corallinus és una espècie de peix pertanyent a la família dels còtids.

## Descripció
- Fa 14 cm de llargària màxima.[3][4]

## Hàbitat
És un peix marí, demersal i de clima subtropical que viu fins als 21 m de fondària.

## Distribució geogràfica
Es troba al Pacífic oriental: des de l'illa d'Orcas (Washington, els Estats Units) fins a la Baixa Califòrnia (Mèxic).

## Observacions
És inofensiu per als humans.